# Mayra Ramírez
Mayra "La Fea" Ramírez (Sibaté, 25 de marzo de 1999) es una futbolista colombiana. Juega en la posición de delantera y su club actual es el Chelsea de la Women's Super League. También es internacional con la selección de Colombia.

## Trayectoria
Con la edad de 14 años comenzó a entrenar con el club formativo Real Pasión de Cundinamarca, con el que en 2016 fue goleadora del Campeonato Nacional Prejuvenil.
En 2017 hace su debut profesional con Fortaleza CEIF en la naciente Liga Profesional Femenina de Fútbol de Colombia.
En el año 2025, el equipo Chelsea de Inglaterra obtuvo su tercer campeonato de la Copa FA con la participación de Mayra, durante la final participó durante 62 minutos como titular, fue en este momento que obtuvo su peculiar apodo "La Fea".

## Selección nacional
Su debut con Colombia fue en la categoría Sub-20 donde participó en los Juegos Bolivarianos 2017 ganando la medalla de oro.
Posteriormente llegó a la selección de mayores, debutando en 2018 para los Juegos Centroamericanos y del Caribe el 19 de julio contra Costa Rica, fue derrota 0-1. Posteriormente integró al equipo que participó en los Juegos Panamericanos de 2019 disputados en Perú obteniendo la medalla de oro.
El 3 de julio de 2022 es convocada por el técnico Nelson Abadía para la Copa América Femenina 2022 a realizarse en Colombia.
En la Copa América Femenina 2022, competencia que inicio el 8 de julio de 2022, jugó 5 partidos, de los cuales en 4 fue titular; marcó dos goles en esta competición. 

### Participaciones en Copa América
| Torneo            | Sede     | Resultado     | Partidos | Goles |
| ----------------- | -------- | ------------- | -------- | ----- |
| Copa América 2022 | Colombia | Subcampeonato | 5        | 2     |
| Copa América 2025 | Ecuador  | Subcampeonato | 6        | 3     |

### Participaciones en Copas del Mundo
| Copa              | Sede                    | Resultado        | Partidos | Goles | Asist. |
| ----------------- | ----------------------- | ---------------- | -------- | ----- | ------ |
| Copa Mundial 2023 | Australia Nueva Zelanda | Cuartos de final | 5        | 0     | 0      |

#### Goles internacionales
| N.º | Fecha                   | Sede                                                         | Rival     | Marcador | Resultado    | Competición                    |
| --- | ----------------------- | ------------------------------------------------------------ | --------- | -------- | ------------ | ------------------------------ |
| 1   | 8 de abril de 2019      | Estadio San Marcos, Lima, Perú                               | Perú      | 1–0      | 4–0          | Amistoso internacional         |
| 2   | 16 de mayo de 2019      | Centro deportivo de la Universidad de Chile, Santiago, Chile | Chile     | 1–0      | 2–0          | Amistoso internacional         |
| 3   | 20 de febrero de 2022   | Estadio Olímpico Pascual Guerrero, Cali, Colombia            | Argentina | 2–1      | 2–2          | Amistoso internacional         |
| 4   | 8 de julio de 2022      | Estadio Olímpico Pascual Guerrero, Cali, Colombia            | Paraguay  | 2–1      | 4–2          | Copa América 2022              |
| 5   | 17 de julio de 2022     | Estadio Olímpico Pascual Guerrero, Cali, Colombia            | Ecuador   | 1–0      | 2–1          | Copa América 2022              |
| 6   | 12 de noviembre de 2022 | Estadio Olímpico Pascual Guerrero, Cali, Colombia            | Zambia    | 1–0      | 1–0          | Amistoso internacional         |
| 7   | 15 de noviembre de 2022 | Estadio Olímpico Pascual Guerrero, Cali, Colombia            | Zambia    | 1–0      | 1–0          | Amistoso internacional         |
| 8   | 9 de abril de 2024      | Hinchliffe Stadium, Paterson, Estados Unidos                 | Guatemala | 2–0      | 3–0          | Amistoso internacional         |
| 9   | 3 de agosto de 2024     | Parc Olympique Lyonnais, Lyon, Francia                       | España    | 1–0      | 2–2 (2–4 p.) | Juegos Olímpicos de París 2024 |
| 10  | 19 de julio de 2025     | Estadio Gonzalo Pozo Ripalda, Quito, Ecuador                 | Paraguay  | 2–1      | 4–1          | Copa América 2025              |
| 11  | 22 de julio de 2025     | Estadio Gonzalo Pozo Ripalda, Quito, Ecuador                 | Bolivia   | 2–0      | 8–0          | Copa América 2025              |
| 12  | 2 de agosto de 2025     | Estadio Rodrigo Paz Delgado, Quito, Ecuador                  | Brasil    | 3–2      | 4–4(4–5 p.)  | Copa América 2025              |

## Clubes
| Club                    | País       | Año       |
| ----------------------- | ---------- | --------- |
| Real Pasión (formativo) | Colombia   | 2015-2016 |
| Fortaleza CEIF          | Colombia   | 2017-2018 |
| Independiente Medellín  | Colombia   | 2019      |
| Sporting Club de Huelva | España     | 2020-2022 |
| Levante UD              | España     | 2022-2024 |
| Chelsea                 | Inglaterra | 2024-Act. |

## Palmarés

### Títulos nacionales
| Título                | Club          | País       | Año  |
| --------------------- | ------------- | ---------- | ---- |
| Women's Super League  | Chelsea F. C. | Inglaterra | 2024 |
| FA Women's League Cup | Chelsea F. C. | Inglaterra | 2025 |
| Women's Super League  | Chelsea F. C. | Inglaterra | 2025 |
| Women's FA Cup        | Chelsea F. C. | Inglaterra | 2025 |

### Títulos internacionales
| Título               | Club                                  | País     | Año  |
| -------------------- | ------------------------------------- | -------- | ---- |
| Juegos Bolivarianos  | Selección femenina Sub-20 de Colombia | Colombia | 2017 |
| Juegos Panamericanos | Selección femenina de Colombia        | Perú     | 2019 |